# Crush (아이오아이의 노래)
〈Crush〉(크러쉬)는 아이오아이의 싱글이다. 2016년 4월 5일에 CJ E&M에서 발매됐다. 

## 뮤직비디오 논란
음원 발매 당일에 공개된 뮤직비디오에는 멤버들이 팀복이 아닌 평상복을 입고 녹음실에서 녹음하는 장면과 정해진 군무 없이 춤추는 장면이 담기는 등으로 네티즌들에 의해서 성의 없는 완성도라는 비판을 받아서 논란이 일었다. 이에 대해서 관계자측은 본 뮤비의 노래는 데뷔 평가곡이며, 시간 관계상 뮤직비디오 촬영을 따로 하지 않았고, 녹음 장면과 화보 촬영의 비하인드를 넣어서 만든 영상이라고 해명했다 뮤직 비디오의 끝에 해당되는 장면에는 멤버 최유정이 나오지 않았다.

## 차트

### 주간 차트
| 차트 (2016)                   | 최고 순위 |
| ----------------------------- | --------- |
| 대한민국 (가온 디지털 차트)   | 12        |
| 대한민국 (가온 다운로드 차트) | 4         |
| 대한민국 (가온 스트리밍 차트) | 33        |
| 대한민국 (가온 BGM 차트)      | 23        |